# Оболёшево (Брянская область)
Оболёшево — поселок в Клинцовском районе Брянской области в составе Медвёдовского сельского поселения.

## География
Находится в западной части Брянской области на расстоянии приблизительно 17 км на восток-юго-восток по прямой от железнодорожного вокзала станции Клинцы.

## История
Известен был с 1930-х годов. В первой половине XX века работало торфопредприятие.

## Население
Численность населения: 395 человек (русские 98 %) в 2002 году, 375 в 2010.